# Wanprestatie
Er is sprake van wanprestatie of contractbreuk als een verbintenis niet wordt nagekomen en de schuldenaar in verzuim is. 

## Nederland
In Nederland is dit geregeld in artikel 74 en 81-83 van boek 6 van het Burgerlijk Wetboek (afgekort als BW). Er zijn grofweg twee soorten verbintenissen: verbintenissen uit overeenkomst (ex contractu) en verbintenissen uit de wet (ex lege). Als een contract niet wordt nagekomen spreekt men ook wel van contractbreuk. Het voorbeeld bij uitstek van een verbintenis uit de wet is de verplichting om de schade te vergoeden die voortvloeit uit een onrechtmatige daad.
Er zijn allerlei redenen waarom het niet-nakomen van een verbintenis een schuldenaar soms niet kan worden toegerekend. Dan spreekt men van overmacht (art. 6:75 BW).
Sinds de invoering van het nieuw Burgerlijk Wetboek in 1992 komt de term wanprestatie niet meer voor in de wet. In plaats daarvan wordt naar de wettekst gesproken van toerekenbare tekortkoming in de nakoming.

## Voorbeelden
De voorbeelden van wanprestatie zijn legio. Enkele voorbeelden:
- Jan koopt een auto van Piet, maar betaalt niet;
- Idem, maar de auto blijkt later kapot;
- Prince zou zingen in de ArenA, maar komt niet opdagen;
- Een koppel boekt de bruidssuite in een hotel, maar krijgt deze niet omdat de eigenaar deze daarna aan popster Prince had verhuurd;
- Klaas reist van Amsterdam naar Parijs met zijn treinkaartje, maar de trein is veel te laat in Parijs;
- Jan koopt een sportauto van Sjef. Sjef is erg gesteld op de auto, en verkoopt onder de voorwaarde dat Jan niet in de auto mag rijden. Jan doet het toch;

## Het bestaan van een verbintenis
Wettelijk kunnen verbintenissen slechts ontstaan, indien dit uit de wet voortvloeit (art. 6:1 BW). Zoals gezegd zijn er twee mogelijkheden: een verbintenis kan ontstaan uit een overeenkomst ("contract") of uit de wet.
Overeenkomsten ontstaan door aanbod en aanvaarding. In beginsel bestaat er contractsvrijheid en contractvormvrijheid, maar daar zijn wel uitzonderingen op. Een huurmoordovereenkomst is niet geldig (art. 3:40 BW). Sommige overeenkomsten moeten schriftelijk worden gesloten. De totstandkoming van een overeenkomst verlangt wilsovereenstemming. Daarbij kan van alles misgaan. Zo kunnen wilsgebreken (dwaling, bedrog, bedreiging, misbruik van omstandigheden) op die de geldige totstandkoming van een overeenkomst verhinderen. Anders dan in sommige andere landen hoeft een contract niet tot de laatste letter te zijn uitgespeld, zeker als het niet om professionele partijen gaat. Contracten moeten worden geïnterpreteerd vanuit de vraag wat partijen bedoeld zullen hebben. Naar het Haviltex-arrest (Ermes/Haviltex) uit 1981 wordt dat de Haviltex-norm genoemd: bepalend is veeleer de zin die partijen in de gegeven omstandigheden over en weer redelijkerwijs eraan hebben kunnen toekennen en wat zij te dien aanzien redelijkerwijs van elkaar mochten verwachten. Dat is niet altijd even makkelijk, zeker als er een verschil van mening bestaat, en uiteindelijk kan het nodig zijn dat er een rechter aan te pas komt.
Iedere afspraak is in feite een overeenkomst. Volgens de wet "hebben overeenkomsten niet alleen de door partijen overeengekomen rechtsgevolgen, maar ook die, naar de aard van de overeenkomst, uit de wet, de gewoonte of de eisen van redelijkheid en billijkheid voortvloeien" (art. 6:248 BW). Wie met iemand een afspraak maakt om ergens een biertje te gaan drinken moet dus -in het algemeen- niet aankomen met een vordering tot schadevergoeding op grond van wanprestatie als de ander niet komt opdagen.
Gaat het om belangrijker aangelegenheden, dan verdient het aanbeveling om contracten zwart op wit op papier te zetten, al is dat slechts zelden verplicht. Maar anders dan leken vaak denken geldt niet zonder meer altijd de letter van een contract. Zo kan iemand die vergeet iets in een contract te vermelden wat hij stellig toch bedoeld zal hebben alsnog "gered" worden door het zojuist genoemde art. 6:248 BW. 
Op de totstandkoming van verbintenissen uit de wet hebben partijen geen directe invloed. Het bekendste geval van een dergelijke verbintenis is de verbintenis tot schadevergoeding die voortvloeit uit onrechtmatige daad. Schade is wel noodzakelijk, maar niet voldoende voor het ontstaan van zulk een verbintenis. Allerlei factoren kunnen ertoe leiden dat er ondanks schade toch geen "wettelijke aansprakelijkheid" bestaat, zoals het in het spraakgebruik heet. Zulke factoren zijn o.a. een te ver verwijderd verband tussen gedraging en schade ("causialiteit, art. 6:98 BW) en "eigen schuld" (art. 6:101 BW). Als regel is schuld vereist, maar op die regel bestaan ook uitzonderingen. Als een automobilist een jeugdige fietser aanrijdt moet het al heel raar lopen wil hij niet aansprakelijk zijn. Anders dan in het strafrecht worden hier in het privaatrecht overigens minder verschillende gradaties van schuld onderscheiden. Dat komt doordat het privaatrecht in dit opzicht alleen dient voor schadevergoeding, niet om een dader tot een ander gedrag te bewegen door "leedtoevoeging".

## Presteren
Een contract geeft over en weer verbintenissen. Dit zijn rechtsbetrekkingen, waar rechten en verplichtingen uit voortvloeien. Voldoen aan zo'n verplichting heet presteren. Een voorbeeld is de aanschaf van een product:
| Consument        | Contract    | Leverancier      |
| betaling € 8.000 | verbintenis | recht op € 8.000 |
| recht op product | verbintenis | leveren product  |

De prestaties zijn de betaling en de levering. Als de consument of de leverancier (verkoper) niet voldoet daaraan, kan hij daar door de ander op worden aangesproken. Een prestatie voldoet ook niet als hij niet in orde is. Dit geldt bijvoorbeeld als hij minder betaalt dan afgesproken is.

## Laatste waarschuwing: de ingebrekestelling
Als de schuldenaar niet (correct) presteert, terwijl de prestatie op dat moment wel "opeisbaar" was (dat wil zeggen op dat moment had de prestatie moeten plaatsvinden, de schuldeiser heeft er dan recht op) dan zal eerst in de meeste gevallen de wanpresterende wederpartij nog een laatste kans krijgen om alsnog te presteren. Bovendien moet de wederpartij ervan op de hoogte worden gebracht dat hij niet of onvoldoende heeft gepresteerd.
Dit is niet noodzakelijk wanneer het nutteloos zou zijn (zoals een traiteur op je verjaardag die niet komt): de prestatie is dan blijvend onmogelijk geworden. Dit geldt eveneens wanneer er al een vaste termijn is gesteld in het contract. Overschrijding daarvan betekent dat er meteen verzuim is (zie onder). Verder geldt dit bij een verbintenis wegens schade uit onrechtmatige daad of wanprestatie en in gevallen waarin de schuldeiser uit een mededeling van de schuldenaar moet afleiden dat deze zal tekortschieten) (art. 6:83). In bovengenoemde gevallen hoeft er geen formaliteit te worden vervuld om verzuim te laten ingaan, anders wel. Dit is zeer belangrijk, want indien de wederpartij niet in gebreke heeft gesteld, kan er geen sprake van verzuim zijn, en strandt een eventuele wanprestatievordering.
De debiteur zal dus op de hoogte moeten worden gesteld met een ingebrekestelling. Dit is in feite een ondubbelzinnige waarschuwing waarin staat dat de debiteur had moeten presteren, en dit niet heeft gedaan. Het moet schriftelijk gebeuren, anders is het nietig. In deze waarschuwing zal een fatale termijn moeten staan, bijvoorbeeld 8 dagen of een maand. De debiteur moet wel een eerlijke kans krijgen om nog uit te voeren in natura. In enkele gevallen is het mogelijk om de ingebrekestelling niet in de vorm van zo'n "aanmaning" te doen, nl. wanneer dit toch geen zin meer heeft, en het te laten bij een ingebrekestelling in de vorm van een soort aansprakelijkstelling voor de gevolgen (art. 6:82 lid 2). Dit is dan nl. wel nodig om het verzuim te bewerkstelligen (tenzij dat niet nodig is omdat art. 6:83 al van toepassing is).

## Verzuim
Ten slotte treedt, wanneer de termijn - die in de ingebrekestelling is gegeven - verstrijkt en nog niet is gepresteerd, verzuim in. De gevolgen zijn dan:
- De schuldeiser (crediteur) kan alsnog uitvoering in natura vorderen bij de rechter;
- Geldleningen worden, ook indien ze in termijnen worden betaald, in hun geheel opeisbaar;
- Daarnaast kan de crediteur schadevergoeding vorderen, voor de schade veroorzaakt door het ondeugdelijk presteren; tenzij wanneer de debiteur uitvoering in natura eist;
- Of, wanneer de crediteur het helemaal heeft gehad met de wederpartij, kan hij ontbinding vorderen;
- De crediteur kan zijn verplichtingen opschorten totdat de debiteur voldaan heeft;
- De wettelijke rente begint te lopen (moratoire interesten);
- Eigendomsvoorbehouden, pand- en hypotheekrechten kunnen worden ingeroepen.

Er zijn dus ook situaties waarin ook zonder ingebrekestelling het verzuim intreedt, bijvoorbeeld wanneer in het contract al een duidelijke termijn van presteren was overeengekomen (fatale termijn) en de debiteur houdt zich niet aan die datum. Of het gaat om de verplichting tot het betalen van schadevergoeding uit wanprestatie of onrechtmatige daad, dit is men nl. terstond verschuldigd.
Volgens de wet kan de crediteur nu naar de rechter stappen om zijn wederpartij te dwingen te presteren.

## Bijzondere regels
Dit is een zeer algemene regel. Ieder soort contract heeft daarnaast ook specifieke regels (zoals het recht van reclame) bij koop, en het ontslagrecht bij arbeidsovereenkomsten). Van een koop van iets kleins kan men vrij simpel af. De rechter zal echter niet zo snel de ontbinding van een huur-, maatschaps- of ziektekostenverzekeringsovereenkomst toestaan. Ontbinding wordt, vooral met belangrijkere rechtshandelingen, als een echte breuk gezien.
Contracten zelf kennen ook clausules die bepalen wat er gebeurt bij verzuim. Dit kan uiteenlopen van ontbinding tot een boetebeding. Als een dergelijk boetebeding te ruim is zal de rechter het matigen, maar er kan soms ook schadevergoeding boven op de boete gevorderd worden. Ook kennen contracten exoneratiebedingen. Deze sluiten aansprakelijkheid uit. De rechter kan deze exoneratiebedingen vernietigen krachtens een wettelijke bepaling, het exonereren van de eigen opzettelijke fout en bij het uithollen van de overeenkomst.
Ingewikkelde bancaire transactiecontracten kennen meestal hun eigen regels over wanprestatie, en noemen deze punten meestal expliciet met hun gevolgen. De gevolgen zijn meestal dat eventuele zekerheidsrechten kunnen worden ingeroepen en dat de prestatie direct in zijn geheel opeisbaar wordt. Wel bevat dergelijke documentatie vaak afkoelingsclausules, die bijvoorbeeld verplichten de debiteur nog een allerlaatste kans te geven of, in geval van een uitstaande obligatielening, tot het bijeenroepen van een obligatiehoudersvergadering. Dergelijke gebeurtenissen worden vaak aangeduid als Events of Default. Voorbeelden zijn:
- Simpelweg niet of niet op tijd betalen;
- De fiscale status van de transactie in gevaar brengen;
- Het aanvragen van het faillissement, schuldsanering, surseance of het starten van een liquidatieprocedure;
- Niet de in de documentatie voorgeschreven belansratio's behalen of deze verliezen;
- De crediteuren niet de informatie verschaffen waarop ze volgens de documentatie recht hebben, of ze onjuiste informatie verschaffen;
- Activiteiten ontplooien waarvoor volgens de documentatie toestemming van de crediteuren vereist is;
- Er treedt een wetswijziging op die de transactie nadelig beïnvloedt;
- Wanprestatie ten opzichte van een transactie met derde partijen ('cross default').

## Rechtvaardigingsgronden
Ook wanprestatie kent rechtvaardigingsgronden, waarvan overmacht de belangrijkste is. Het sprekendste voorbeeld is het weer, maar ook aardbevingen, terroristische aanslagen en dergelijke kunnen overmacht opleveren. Ziekte is alleen overmacht als de door ziekte getroffen persoon onmisbaar was voor de uitvoering (bijvoorbeeld een zanger). Als een bedrijf een vervanger kan regelen en dit niet doet, dan is er geen overmacht. Ook noodweer, noodweerexces, ambtelijk bevel en onbevoegd ambtelijk bevel kunnen een rechtvaardigheidsgrond opleveren. Bij een rechtvaardigingsgrond is er wel wanprestatie, maar komt die niet voor rekening van de debiteur.
De debiteur kan zich echter wel nog beroepen op bepaalde clausules, andere nevenovereenkomsten (zoals dading), rechtsmisbruik, ...

## Wanprestatie en onrechtmatige daad
Het begrip wanprestatie moet worden onderscheiden van het begrip onrechtmatige daad. Wanneer er schade is, maar geen overeenkomst (zoals het toevallig beschadigen van iemands auto) spreekt men van 'onrechtmatige daad' of 'buitencontractuele schade'. Een onrechtmatige daad levert een verbintenis krachtens de wet op. 
Het is natuurlijk mogelijk dat er zowel sprake is van wanprestatie als van onrechtmatige daad. Men spreekt dan van samenloop van wanprestatie en onrechtmatige daad. 
De rechter oordeelt dat er een onrechtmatige daad is geweest in de volgende situaties:
- Er is een schending van een wetsartikel (bijvoorbeeld artikel 418 van het Strafwetboek (België); onvrijwillige slagen en verwondingen);
- Er is een schending van de zorgvuldigheidsnorm.

Als regel zal iemand geen schadevergoeding wegens onrechtmatige daad kunnen krijgen, indien de schade het gevolg was van wanprestatie. Volgens het Belgische Hof van Cassatie is samenloop van (contractuele) wanprestatie en (buitencontractuele) onrechtmatige daad mogelijk, mits:
- de fout niet alleen een tekortkoming is aan de overeenkomst, maar ook een schending van de zorgvuldigheidsnorm;
- de schade niet te wijten is aan een slechte uitvoering van het contract.

Bovendien kan iemand altijd schadevergoeding eisen voor de schade die uit een strafrechtelijk misdrijf is voortgevloeid.